# Anolis šedý
Anolis šedý (Anolis sagrei), známý také jako anolis bahamský nebo anolis de la Sagra, je ještěrka původem z Kuby a Baham. Byl široce introdukován na další místa, tím že byl prodáván jako domácí zvíře a nyní jej lze nalézt na Floridě, v Georgii, Texasu, Louisianě, Mississippi, Alabamě, Havaji a v Jižní Kalifornii. Byl také dovezen na další karibské ostrovy a na Tchaj-wan v Asii.
Tento druh je vysoce invazní. V místech své introdukce dosahuje výjimečně vysokých populačních hustot, je schopen obsadit nová teritoria velmi rychle a konkurovat i konzumovat mnoho původních druhů ještěrek. Zavlečení anolise šedého do Spojených států na počátku sedmdesátých let 20. století  změnilo chování a spustilo negativní vliv na populace původního anolise rudokrkého (Anolis carolinensis, známý také jako anolis zelený), kterého vytlačil do vrcholků stromů.

## Nomenklatura
Anolis šedý patří do čeledi leguánovití (Iguanidae) a rodu Anolis. Tento druh zahrnuje následujících 6 poddruhů :
- N. s. Ordinatus
- N. sagre
- N. s. Mayensis
- N. s. Greyi
- N. s. Luteosignifer
- N. s. Nelsoni

Druh popsal v roce 1837 francouzský zoolog profesor anatomie André Marie Constant Duméril a francouzský zoolog a herpetolog Gabriel Bibron jako Anolis sagrei.

## Výskyt
Původně se anolis šedý vyskytoval pouze na Kubě a na Bahamských ostrovech, ale nyní se nachází na Haiti a hlavně na Floridě, kde byl široce rozšířen.

## Popis

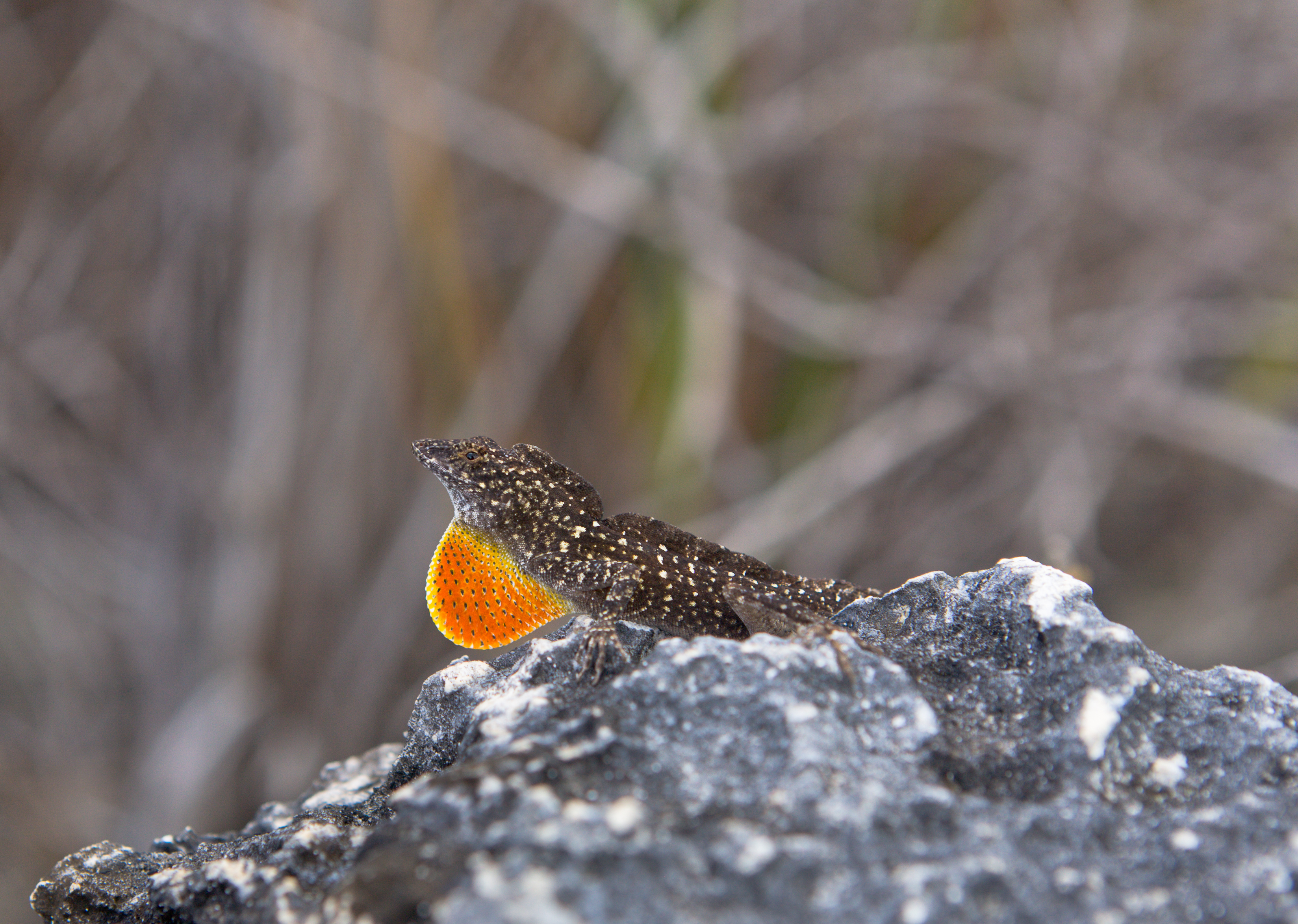
Samec ukazující svůj lalok

Anolis šedý je normálně světle hnědé barvy s tmavšími hnědými nebo černými značkami na zádech a několika světlými čarami na bocích. Podobně jako u jiných anolisů dokáže měnit barvu, v tomto případě tmavě hnědou do černé. Jeho lalok je zbarven od žluté do oranžovo-červené. Samci anolise šedého mohou dorůstat velikosti samců anolise rudokrkého, kolem 17,8–20,3 cm (7,0–8,0 in) délky, u některých jedinců až 22,9 cm (9,0 in). Velikost samice je také podobná velikosti anolise rudokrkého: 7,6–15 cm (3,0–5,9 in). Hlava samce anolise šedého je menší než u anolise rudokrkého. Ocas anolise šedého má také hřeben, který se táhne až za jeho hlavu, zatímco u anolise rudokrkého chybí.

## Chování

### Potrava
Anolis šedý se živí malými členovci, např. šváby, můrami, mravenci, kobylkami, cvrčky, moučnými červy, pavouky a larvami zavíječe voskového. Může se živit také jinými ještěrkami, jako scinky, anolisy rudokrkými, vajíčky ještěrek, svými vlastními svlečkami a odloučenými ocasy. Pokud jsou v blízkosti vody, živí se vodními členovci či malými rybami - téměř vším, co se vejde do jejich tlamy.

### Svlékání

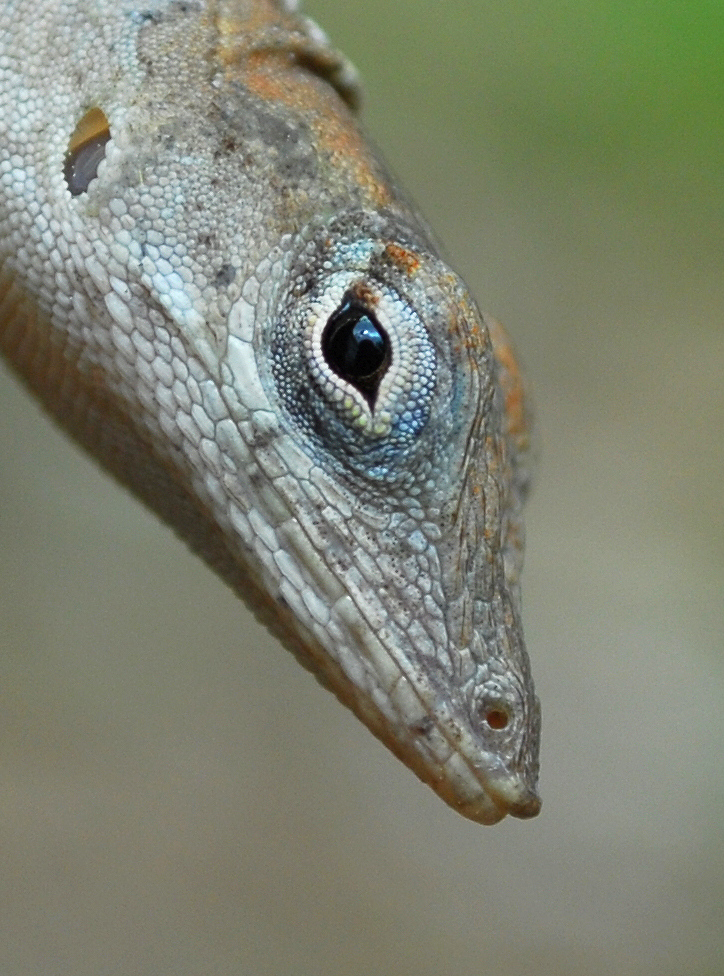
Hlava Samice

Anolis šedý svléká kůži po malých kusech, na rozdíl od některých jiných plazů, kteří svlékají kůži v jednom velkém kuse. Anolisové svlečenou kůži konzumují, aby si doplnili zásobu vápníku. V zajetí se může při nízké vlhkosti svlékaná kůže přilepit na anolise. Nesvlečená vrstva kůže se může hromadit kolem očí, znemožnit mu příjem potravy a může vést ke hladovění. Tomu lze zabránit udržováním vysoké vlhkosti.

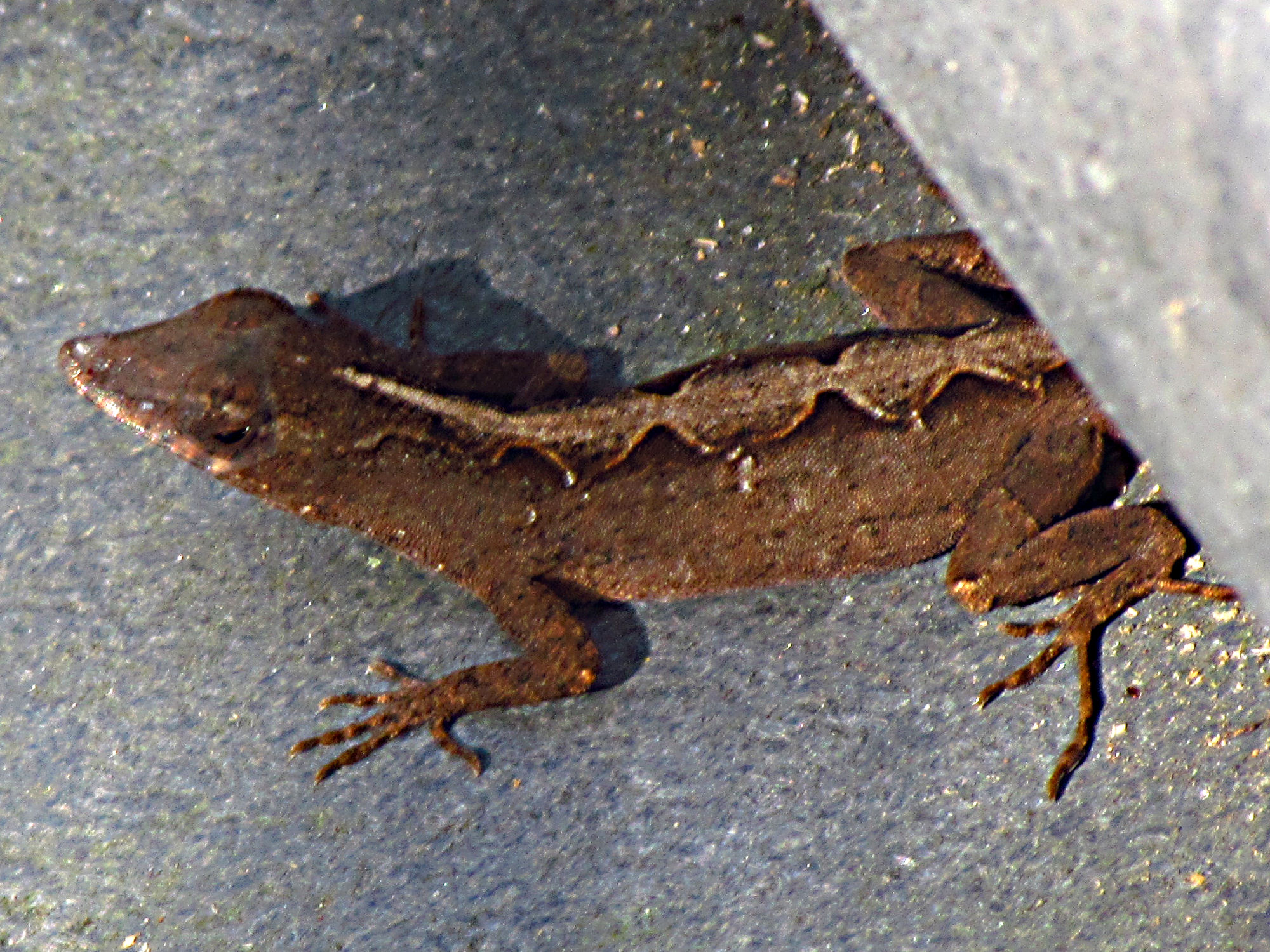
Samice; Florida

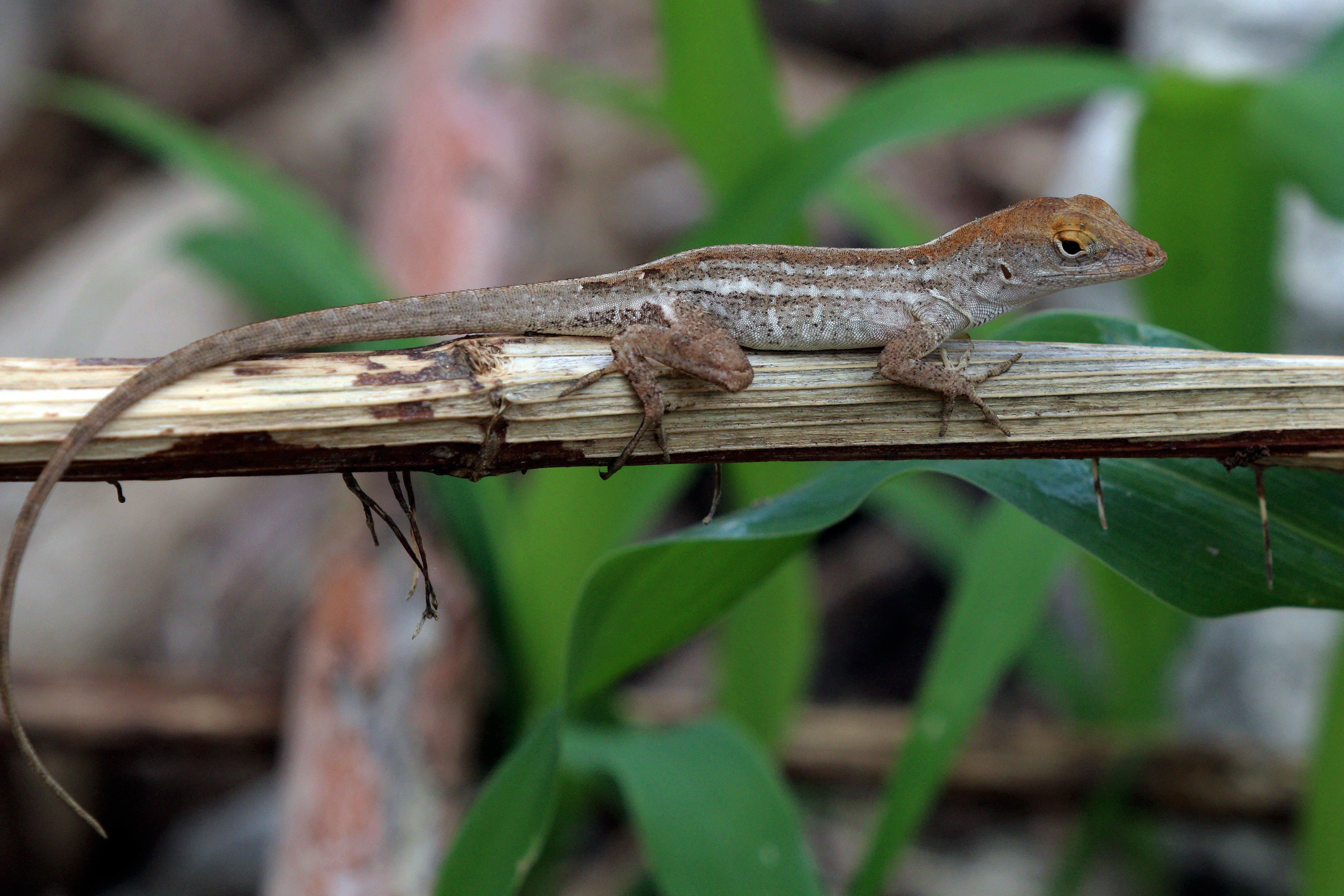
Mládě z ostrova Grand Cayman

## Predace
Anolis šedý může jako obranný mechanismus odloučit většinu svého ocasu, když je pronásledován nebo chycen. Část, která se odlomí, se dále pohybuje, možná aby odvedla pozornost a umožnila ještěrce uniknout. Ztracený ocas později částečně dorůstá. V případě vyrušení kouše, močí nebo defekuje. Mezi jeho predátory patří krysy, hadi, ptáci a mnoho větších zvířat, např. kočky.
Nedávno publikovaná práce na experimentálně zavlečených populacích na Bahamách ukázala, že velikost těla u anolise šedého nemusí být ovlivněna predací, jak se dříve myslelo.

## Komunikace
Anolisové používají vizuální znaky jako svůj primární způsob komunikace. Poslední důkazy však naznačují, že samci jsou schopni vnímat i chemické stopy, které zanechávají samice.